# Van jó minden rosszban
A Van jó minden rosszban Kovács Kati harmincötödik albuma. Az énekesnő pályafutásának jubileuma alkalmából a Reader's Digest kiadónál Napfényes álom címmel jelent egy médiakönyv + 3 CD-s Box-set. Az első válogatásalbumra sorlemezek dalai kerültek.

## Dalok
1. Mondd, gondolsz-e még arra?
2. Van jó minden rosszban
3. Át a nagy folyón
4. Légy szerelmes
5. Hé srác!
6. Taxidal
7. Ahogy nőnek a gyerekek
8. Unokahúgomnak az V/A-ba
9. Csendszóró
10. Élet a gyufásdobozban
11. Szűk alagútban
12. Domino
13. Kötődés
14. Ha minden elfogyott
15. Jaj de jó, hogy voltál!
16. Túl hamar
17. Hét év után

## Közreműködők
- Kovács Kati
- Universal együttes (1, 8, 14, 15)
- Tolcsvayék és Triók (2, 3, 4)
- Harmónia vokál (5)
- Stúdió 11 (5)
- MRT Vonós Tánczenekara (5)
- V'Moto-Rock (6, 12, 13, 16)
- Gemini együttes (7)
- Hóvirág gyerekkórus (8)
- V'73 (9)
- Koncz Tibor (10, 17)
- Lukács László (10, 17)
- Zsoldos Béla (10, 17)